# Хайду, Янош
Янош Хайду (венг. Hajdú János, 10 сентября 1904 — 12 июля 1981) — венгерский фехтовальщик, призёр чемпионатов мира.

## Биография
Родился в 1904 году в Будапеште. В 1928 году принял участие в соревнованиях по фехтованию на шпагах на Олимпийских играх в Амстердаме, но неудачно. В 1929 году стал бронзовым призёром Международного первенства по фехтованию в Неаполе. В 1931 году завоевал серебряную медаль Международного первенства по фехтованию в Вене. В 1933 году получил бронзовую медаль Международного первенства по фехтованию в Будапеште. В 1935 году стал бронзовым призёром Международного первенства по фехтованию в Лозанне.
В 1937 году Международная федерация фехтования задним числом признала все проходившие ранее Международные первенства по фехтованию чемпионатами мира.